# Orde van de Baobab

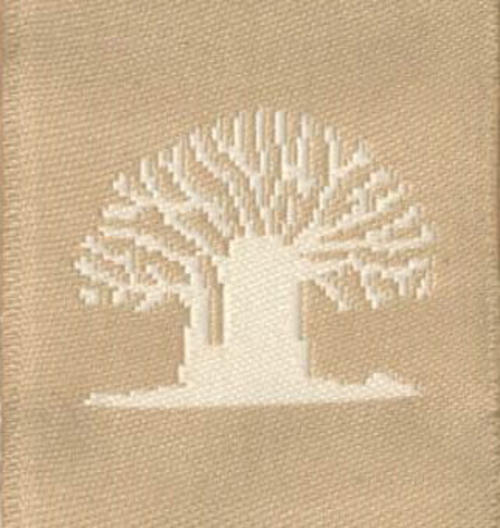
Lint van de orde

De Orde van de Baobab werd in 2002 door de president van Zuid-Afrika ingesteld. De ridderorde verving de oudere Zuid-Afrikaanse orden, met name de Orde van Verdienste.
Deze orde wordt verleend voor verdiensten voor economie en bedrijfsleven, wetenschap, geneeskunde, maatschappelijk werk en technische innovatie. Tot aan de instelling van de Orde van Luthuli en de Orde van Ikhamanga in 2003 werd de onderscheiding ook voor politieke en kunstzinnige verdienste verleend.
In de statuten van deze ridderorde worden begrippen als "Ridder" en "Grootkruis" vermeden omdat ze te Europees aandoen. De orde heeft ook niet de gebruikelijke indeling in vijf graden zoals die in het internationale diplomatieke verkeer gebruikelijk zijn. De Zuid-Afrikanen kozen voor een verwijzing naar raadsheren zoals een Afrikaanse koning die zal hebben benoemd.
- Hoogste Raadsheer (Engels: "Supreme Counsellor") De dragers dragen naar Brits voorbeeld de letters SCOB achter hun naam. De graad wordt toegekend voor uitzonderlijke diensten[1].

- Grote Raadsheer (Engels: "Grand Counsellor") De dragers dragen naar Brits voorbeeld de letters GCOB achter hun naam. De graad wordt toegekend voor voorname diensten[2].

- Raadsheer (Engels: "Counsellor") De dragers dragen naar Brits voorbeeld de letters COB achter hun naam. De graad wordt toegekend voor toegewijde diensten[3].

De baobab, een in Afrika inheemse boomsoort werd gekozen omdat de boom een symbool van kracht en tolerantie zou zijn. Afrikaanse stammen vergaderden vaak rond een baobab. De boom is ook belangrijk voor de bosbouw.
Het kleinood van de orde is een rechthoekige plaque met daarop de structuur die kenmerkend is voor de bast van de baobab. In het midden van de plaque is een negenhoekig groen ornament op een wiel met negen spaken geplaatst. De symboliek is dat de negen Zuid-Afrikaanse provincies als eenheid sterk zijn. Op de keerzijde staat het wapen van Zuid-Afrika.
Het lint is goudkleurig met ingewoven roomkleurige silhouetten van baobabomen. Men draagt de versierselen om de hals.